# 山下正通
山下正通（やました まさみち）は、日本の財務・金融官僚。金融庁総合政策局参事官（監督局担当）。金融庁総合政策局総務課長などを務めた。

## 来歴
東京大学経済学部在学中に国家公務員一種試験（経済）に合格。東大経済学部を卒業し、1995年 大蔵省入省（理財局総務課）。同期に渡邉和紀、大沢元一、高田英樹、神谷隆らがいる。1996年5月 理財局国債課。1997年6月 マールブルク大学へ留学。
課長補佐時代は主計局主計官補佐（防衛第一係主査）兼主計局司計課予算執行調査官、主計局主計官補佐（公共事業総括、第一、二係主査）などを務める。
2017年7月 主税局税制第二課主税企画。2018年7月 主税局税制第一課主税企画官。2019年7月9日 主税局税制第三課長。2020年7月20日 金融庁監督局銀行第一課。2023年7月7日 金融庁総合政策局総務課長。2024年7月 金融庁総合政策局参事官（監督局担当）。

## 略歴
- 1995年4月：大蔵省入省（理財局総務課）[1]。
- 1996年5月：理財局国債課[1]。
- 1997年6月：マールブルク大学へ留学[1]。
- 1999年7月：関税局総務課[1]。
- 2001年1月6日：財務省関税局総務課[1]。
- 2001年7月：大臣官房文書課長補佐[1]。
- 2003年7月：厚生労働省年金局年金課長補佐。
- 2009年7月：主計局主計官補佐（防衛第一係主査） 兼 主計局司計課予算執行調査官[2]。
- 2010年7月：主計局主計官補佐（公共事業総括、第一、二係主査）[2]。
- 2013年6月：理財局総務課長補佐（総括） 兼 理財局総務課政策調整室長[2]。
- 2014年7月：大臣官房企画官（大臣官房政策金融課担当）[2]。
- 2017年7月：主税局税制第二課主税企画官。
- 2018年7月：主税局税制第一課主税企画官。
- 2019年7月9日：主税局税制第三課長。
- 2020年7月20日：金融庁監督局銀行第一課長。
- 2023年7月7日：金融庁総合政策局総務課長。
- 2024年7月：金融庁総合政策局参事官（監督局担当）。